# Völschow
Völschow är en kommun (Gemeinde) och ort i Landkreis Vorpommern-Greifswald i förbundslandet Mecklenburg-Vorpommern. Till kommunen hör även orterna Jagetzow och Kadow. 
Kommunen ingår i kommunalförbundet Amt Jarmen-Tutow tillsammans med kommunerna Alt Tellin, Bentzin, Daberkow, Jarmen, Kruckow och Tutow.
Ortnamnet antyder ett slaviskt ursprung och förekommer första gången i skriftliga källor år 1249. Tjugo år senare, 1269, donerades byarna Kadow och Völschow  till benediktinerklostret i Verchen, men sedan 1334 har de varit i världslig besittning.
Völschow-trakten förstördes under Trettioåriga kriget, men kyrkan från andra hälften av 1400-talet, med ett medeltida solur, finns kvar.

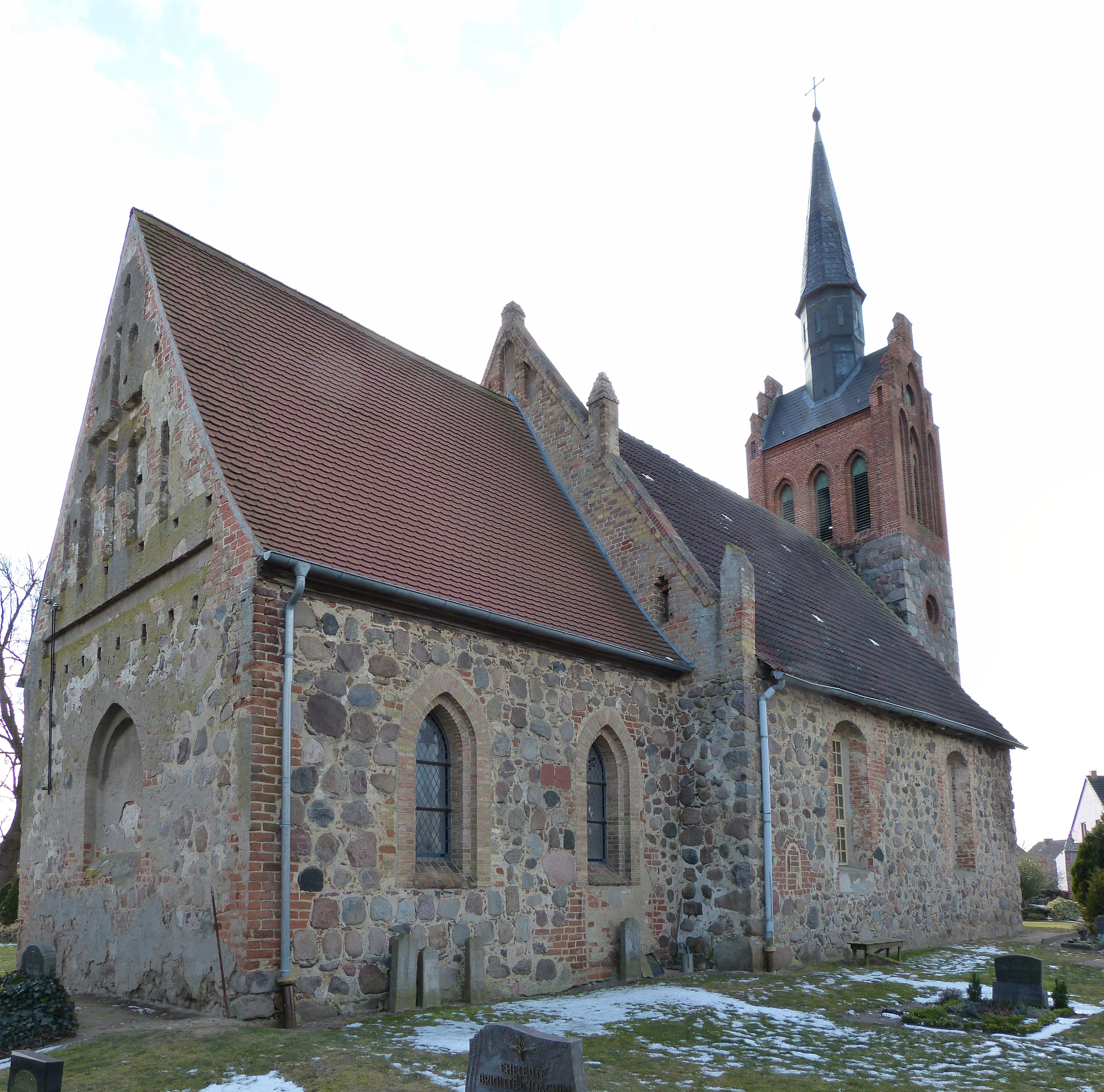
Kyrkan
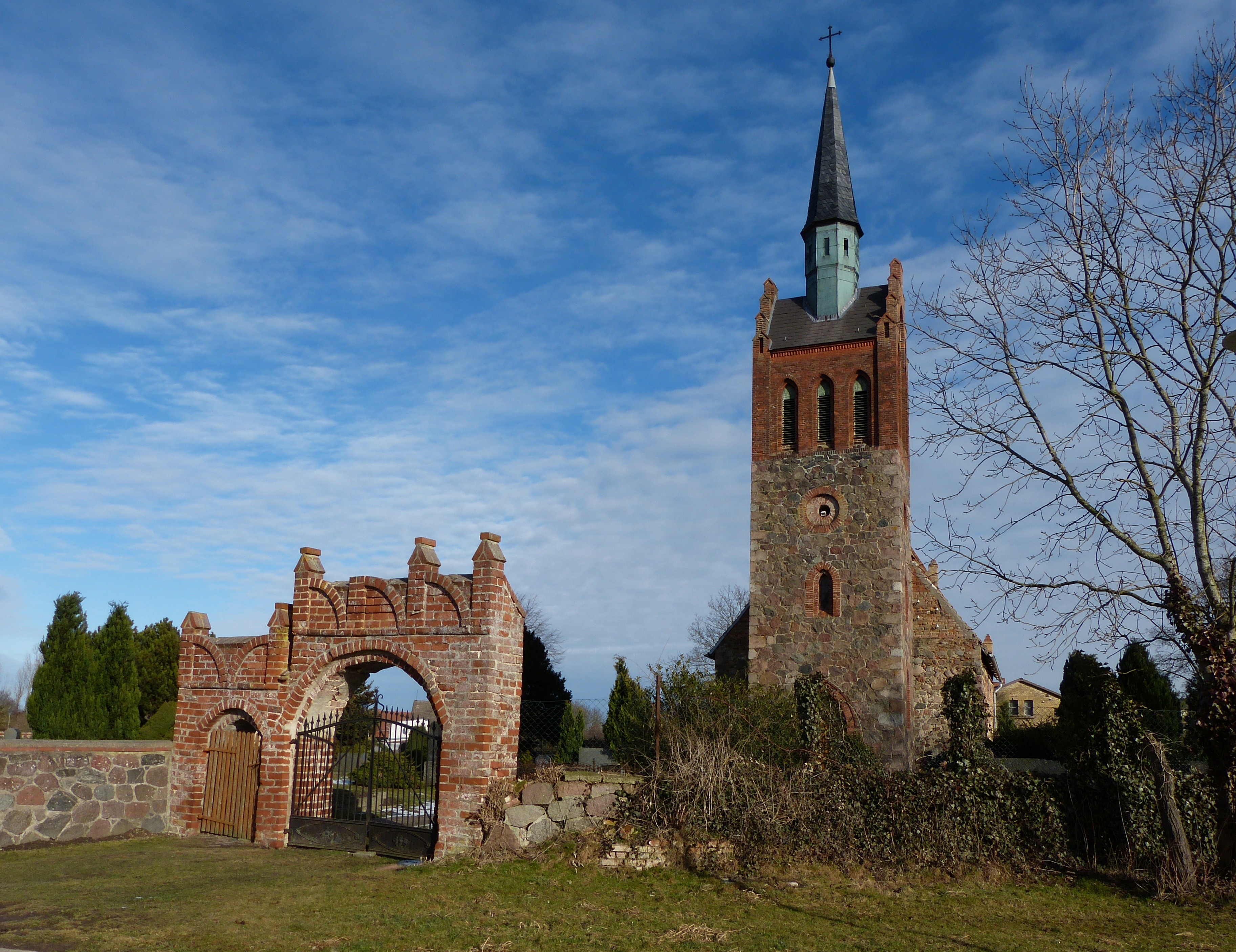
Kyrkogården

## Källhänvisningar
1. ↑  Alle politisch selbständigen Gemeinden mit ausgewählten Merkmalen am 31.12.2018 (4. Quartal) (på tyska), Statistisches Bundesamt, läs online, läst: 10 mars 2019.[källa från Wikidata]
2. ↑  Alle politisch selbständigen Gemeinden mit ausgewählten Merkmalen am 31.12.2023, Statistisches Bundesamt, 28 oktober 2024, läs online, läst: 16 november 2024.[källa från Wikidata]
3. ↑  ”Alle politisch selbständigen Gemeinden mit ausgewählten Merkmalen am 31.03.2020” (Excel). Statistisches Bundesamt. 2020. https://www.destatis.de/DE/Themen/Laender-Regionen/Regionales/Gemeindeverzeichnis/Administrativ/Archiv/GVAuszugQ/AuszugGV1QAktuell.xlsx?__blob=publicationFile. Läst 15 juli 2020.
4. ↑  ”Geschichtliches” (på tyska). Amt Jarmen-Tutow. Arkiverad från originalet den 13 januari 2017. https://web.archive.org/web/20160409232322/http://www.amt-jarmen-tutow.de/html/volschow.html. Läst 21 februari 2017.  ”Das Patronatsrecht der Kirche stand dem Landesherren zu. 1260 schenkte Herzog Borwin I. die Einkünfte von Völschow und Kadow dem neu erbauten Kloster auf dem Marienwerder bei Verchen. 1269 schenkte Herzog Barnim II. dem Benediktinerkloster Verchen das Dorf Völschow.”
5. ↑  ”Geschichtliches” (på tyska). Amt Jarmen-Tutow. Arkiverad från originalet den 13 januari 2017. https://web.archive.org/web/20160409232322/http://www.amt-jarmen-tutow.de/html/volschow.html. Läst 21 februari 2017.  ”Der 30jährige Krieg brachte auch für diesen Ort Schrecken und Verwüstung. Der Ort wurde dem Erdboden gleichgemacht. 1675 gab es zwischen Völschow und Kadow ein Rittergefecht zwischen Brandenburg und Schweden.”